# サボ・ミロシェビッチ
サヴォ・ミロシェヴィッチ（セルビア語: Саво Милошевић / Savo Milošević,  1973年9月2日 - ）は、セルビアの元サッカー選手、サッカー指導者。元ユーゴスラビア、セルビア・モンテネグロ、セルビア代表選手。ポジションはフォワード。FCナッサジ・マーザンダラーン監督。
長身を生かしたポストプレイを得意としており、足元の技術も優れていた。キャリア終盤では身体的な衰えも指摘されてきていたが、強力な左足を武器にプレーした。

## 経歴
セルビア代表（ユーゴスラビア代表、セルビア・モンテネグロ代表時代も含む）として活躍しており、ユーゴスラビア代表としては1998 FIFAワールドカップ、EURO2000に出場した。EURO2000ではパトリック・クライファートとともに得点王のタイトルを獲得している。セルビア・モンテネグロ代表としては2006 FIFAワールドカップに出場している。同代表として最多の102試合に出場している。代表引退試合となった2008年11月19日のブルガリア戦ではPKを2本外したが、2得点した。

## 代表歴

### 出場大会
- ユーゴスラビア代表
  - 1998 FIFAワールドカップ
- セルビア・モンテネグロ代表
  - 2006 FIFAワールドカップ
- セルビア代表

### 試合数
- 国際Aマッチ 66試合 29得点（ユーゴスラビア代表、1994年-2002年）[1]
- 国際Aマッチ 33試合 3得点（セルビア・モンテネグロ代表、2002年-2006年）[1]
- 国際Aマッチ 1試合 2得点（セルビア代表、2008年）[1]

| ユーゴスラビア代表 | 国際Aマッチ | 国際Aマッチ |
| 年                 | 出場        | 得点        |
| ------------------ | ----------- | ----------- |
| 1994               | 1           | 0           |
| 1995               | 6           | 2           |
| 1996               | 7           | 5           |
| 1997               | 8           | 4           |
| 1998               | 11          | 2           |
| 1999               | 7           | 4           |
| 2000               | 12          | 6           |
| 2001               | 8           | 5           |
| 2002               | 6           | 1           |
| 通算               | 66          | 29          |

| セルビア・モンテネグロ代表 | 国際Aマッチ | 国際Aマッチ |
| 年                         | 出場        | 得点        |
| -------------------------- | ----------- | ----------- |
| 2002                       | 3           | 0           |
| 2003                       | 10          | 1           |
| 2004                       | 7           | 2           |
| 2005                       | 8           | 0           |
| 2006                       | 5           | 0           |
| 通算                       | 33          | 3           |

| セルビア代表 | 国際Aマッチ | 国際Aマッチ |
| 年           | 出場        | 得点        |
| ------------ | ----------- | ----------- |
| 2008         | 1           | 2           |
| 通算         | 1           | 2           |

## タイトル

### 選手時代
パルチザン・ベオグラード
- セルビア・モンテネグロ・プルヴァ・リーガ:2回（1992-93、1993-94）
- ユーゴスラビアカップ:1回（1993-94）

アストン・ヴィラFC
- EFLカップ:1回（1995-96）

FCルビン・カザン
- ロシアサッカー・プレミアリーグ:1回（2008）

個人
- セルビア・モンテネグロ・プルヴァ・リーガ得点王:2回（1993-94、1994-95）
- UEFA欧州選手権得点王:1回（UEFA EURO 2000）
- UEFA欧州選手権ベストイレブン:1回（2000）

### 監督時代
パルチザン・ベオグラード
- セルビア・カップ:1回（2018-19）